# Лисакович Віталій Михайлович
Віталій Михайлович Лисакович (біл. Віталь Міхайлавіч Лісаковіч, рос. Виталий Михайлович Лисакович, нар. 8 лютого 1998, Мінськ) — білоруський футболіст, нападник клубу «Рубін» (Казань).
Виступав, зокрема, за клуб «Вараждин», а також національну збірну Білорусі.

## Клубна кар'єра
Народився 8 лютого 1998 року в місті Мінськ. Вихованець футбольної школи клубу «Шахтар» (Солігорськ). У 2014 році став виступати за дублюючий склад, а з початку 2016 року розпочав залучатися до основної команди.
Дебютував за «гірників» 13 березня 2016 року, вийшовши на заміну на 64-й хвилині матчу за Суперкубок Білорусі проти БАТЕ (1:2). Дебют в чемпіонаті відбувся 2 квітня 2016 року, вийшовши в компенсований час матчу проти «Городеї». Пізніше він твердо став основним гравцем і часто грав у стартовому складі. 29 квітня 2016 року Лисакович забив свій перший гол у Вищій лізі, вже через хвилину після виходу на заміну вразивши ворота новополоцького «Нафтана». У травні 2016 року він отримав ще одну травму і повернувся до гри у вересні. Він пропустив старт сезону 2017 року через травму, але в травні повернувся до стартового складі «гірників». У вересні через травми він знову втратив місце в основі і загалом у сезоні 2017 року він забив 8 голів (6 у чемпіонаті та 2 у кубку країни).
У січні 2018 року на правах оренди Лисакович став гравцем «Динамо» (Загреб), але грав виключно за резервну команду у другому дивізіоні, де провів 11 матчів і забив один гол. У червні 2018 року він повернувся до «Шахтаря» після закінчення строку оренди. Однак у команді з Солігорська він теж вже не був основним і здебільшого грав за дубль, лише час від часу виходячи на заміну в основній команді.
У січні 2019 року він тренувався з дублем «Шахтаря» і не поїхав на турецькі збори разом із головною командою, а згодом був відданий в оренду хорватському клубу «Рудеш».
Він став одним із основних гравців хорватської команди, але не зміг її врятувати від вильоту в другий дивізіон. У липні 2019 року він повернувся в «Шахтар», але незабаром знову поїхав в оренду у Хорватію, на цей раз у «Вараждин». У лютому 2020 року оренду було достроково скасовано, і нападник повернувся до «Шахтаря».
У липні 2020 році Лисаковича купив московський «Локомотив» за 1 млн євро. У складі «залізничників» Віталій став володарем кубку Росії 2020/21. Всього за клуб провів 41 матч та забив 4 м'ячі.
У січні 2022 року казанський «Рубін» оголосив про підписання угоди на 3,5 роки з білоруським нападником.

## Міжнародна кар'єра
2016 року дебютував у складі юнацької збірної Білорусі (U-17), загалом на юнацькому рівні взяв участь у 6 іграх, відзначившись 2 забитими голами.
26 березня 2016 року дебютував у складі молодіжної збірної Білорусі в товариському матчі проти Польщі і загалом протягом 2016—2018 років на молодіжному рівні зіграв у 6 офіційних матчах.
10 жовтня 2019 року дебютував в офіційних матчах у складі національної збірної Білорусі у відбірковому матчі до чемпіонату Європи проти Естонії, вийшовши на поле в кінці зустрічі.

## Статистика виступів

### Статистика клубних виступів
| Сезон             | Команда               | Чемпіонат         | Чемпіонат | Чемпіонат | Національний кубок | Національний кубок | Національний кубок | Континентальні кубки | Континентальні кубки | Континентальні кубки | Інші змагання | Інші змагання | Інші змагання | Усього | Усього | Усього |
| Сезон             | Команда               | Ліга              | Ігор      | Голів     | Ліга               | Ігор               | Голів              | Ліга                 | Ігор                 | Голів                | Ліга          | Ігор          | Голів         | Ігор   | Голів  |        |
| ----------------- | --------------------- | ----------------- | --------- | --------- | ------------------ | ------------------ | ------------------ | -------------------- | -------------------- | -------------------- | ------------- | ------------- | ------------- | ------ | ------ | ------ |
| 2016              | «Шахтар» (Солігорськ) | ВЛ                | 11        | 1         | КБ                 | 2                  | 0                  |                      | -                    | -                    | СБ            | 1             | 0             | 14     | 1      |        |
| 2017              | «Шахтар» (Солігорськ) | ВЛ                | 16        | 6         | КБ                 | 2                  | 1                  | ЛЄ                   | 2                    | 0                    |               | -             | -             | 20     | 7      |        |
| 2017–18           | «Динамо II» (Загреб)  | 2.ХНЛ             | 11        | 1         |                    | -                  | -                  |                      | -                    | -                    |               | -             | -             | 11     | 1      |        |
| 2018              | «Шахтар» (Солігорськ) | ВЛ                | 2         | 0         | КБ                 | 0                  | 1                  | ЛЄ                   | 1                    | 0                    |               | -             | -             | 5      | 1      |        |
| 2018–19           | «Рудеш»               | 1.ХНЛ             | 14        | 4         | КЧ                 | 0                  | 0                  |                      | -                    | -                    |               | -             | -             | 14     | 4      |        |
| 2019–20           | «Вараждин»            | 1.ХНЛ             | 11        | 1         | КЧ                 | 1                  | 0                  |                      | -                    | -                    |               | -             | -             | 12     | 1      |        |
| 2020              | «Шахтар» (Солігорськ) | ВЛ                | 0         | 0         | КБ                 | 2                  | 0                  |                      | -                    | -                    | СБ            | 1             | 0             | 3      | 0      |        |
| Усього за кар'єру | Усього за кар'єру     | Усього за кар'єру | 65        | 13        |                    | 9                  | 2                  |                      | 3                    | 0                    |               | 2             | 0             | 79     | 15     |        |

### Статистика виступів за збірну
| Дата       | Місто          | Господарі  | Результат | Гості    | Турнір            | Голи | Примітки |
| ---------- | -------------- | ---------- | --------- | -------- | ----------------- | ---- | -------- |
| 10-10-2019 | Мінськ         | Білорусь   | 0 – 0     | Естонія  | Відбір до ЧЄ 2020 | -    | 83'      |
| 16-11-2019 | Менхенгладбах  | Німеччина  | 4 – 0     | Білорусь | Відбір до ЧЄ 2020 | -    | 68'      |
| 19-11-2019 | Подгориця      | Чорногорія | 2 – 0     | Білорусь | товариський матч  | -    | 59'      |
| 23-2-2020  | Шарджа (місто) | Узбекистан | 0 – 1     | Білорусь | товариський матч  | -    | 67'      |
| 26-2-2020  | Софія (місто)  | Болгарія   | 0 – 1     | Білорусь | товариський матч  | -    | 70'      |
| Усього     |                | Матчів     | 5         |          | Голів             | 0    |          |

## Титули і досягнення
- Володар Кубка Росії (1):

«Локомотив» (Москва): 2020-21